# 杨谦 (东晋)
楊謙（？—347年），《晋書·周撫传》作楊謹，东晋军事人物。
楊謙在東晋征西大将軍陶侃属下担任督護。咸和三年（328年）九月，陶侃命他攻打据守石頭城的叛臣驃騎将軍蘇峻。咸和五年（330年）十月，成漢大将軍李寿、征南将軍費黑攻打东晋的巴東郡、建平郡，将其攻克，担任巴東郡太守的楊謙和監軍毌丘奥退守宜都。建元元年（344年）九月，攻打成漢将领申陽，使其敗走，俘获汉将乐高。成汉灭亡后，永和三年（347年）四月，汉镇东将军邓定、将军隗文反晋，入据成都。担任征虜将軍的楊謙放弃涪城，退守德陽。十二月、征西督護（《晋書·穆帝紀》作振威護軍）蕭敬文反晋，攻涪城。楊謙战敗被杀。